# Wenzel Holek
Václav Holek (21. ledna 1864 Podbořany – 24. ledna 1935 Berlín) byl novinář a dějepisec dělnického hnutí. Původním povoláním cihlářský dělník; od 80. let 19. století činný v české sociální demokracii, 1892 zakladatel časopisu Svornost v Ústí nad Labem. Od 1904 žil v Berlíně a působil v německé sociální demokracii. Autor dokumentárně cenné knihy Ze života českého dělníka  (Vídeň 1911; předtím německá mutace v Jeně 1909).